# U-958
| U-958                      | U-958                                                          | U-958                                                          |
| -------------------------- | -------------------------------------------------------------- | -------------------------------------------------------------- |
|                            |                                                                |                                                                |
|                            |                                                                |                                                                |
|                            |                                                                |                                                                |
| Під прапором               | Третій рейх                                                    | Третій рейх                                                    |
| Спуск на воду              | 21 листопада 1942 року                                         | 21 листопада 1942 року                                         |
| Виведений зі складу флоту  | 3 травня 1945 року                                             | 3 травня 1945 року                                             |
| Сучасний статус            | затоплений                                                     | затоплений                                                     |
| Проєкт                     |                                                                |                                                                |
| Тип ПЧ                     | Торпедний ДПЧ                                                  | Торпедний ДПЧ                                                  |
| Основні характеристики     |                                                                |                                                                |
| Швидкість (надводна)       | 17,7 вузлів                                                    | 17,7 вузлів                                                    |
| Швидкість (підводна)       | 7,6 вузлів                                                     | 7,6 вузлів                                                     |
| Робоча глибина занурення   | 100 м                                                          | 100 м                                                          |
| Гранична глибина занурення | 220 м                                                          | 220 м                                                          |
| Екіпаж                     | 44 осіб                                                        | 44 осіб                                                        |
| Розміри                    |                                                                |                                                                |
| Довжина найбільша (по КВЛ) | 67,1 м                                                         | 67,1 м                                                         |
| Ширина корпусу найб.       | 6,2 м                                                          | 6,2 м                                                          |
| Висота                     | 9,6 м                                                          | 9,6 м                                                          |
| Середня осадка (по КВЛ)    | 4,70 м                                                         | 4,70 м                                                         |
| Водотоннажність надводна   | 769 т                                                          | 769 т                                                          |
| Озброєння                  |                                                                |                                                                |
| Артилерія                  | одна палубна гармата калібру 88-мм, одна 20-мм зенітна гармата | одна палубна гармата калібру 88-мм, одна 20-мм зенітна гармата |
| Торпедно- мінне озброєння  | 4 носових і один кормовий ТА. 14 торпед або 26 мін             | 4 носових і один кормовий ТА. 14 торпед або 26 мін             |

U-958 — німецький підводний човен типу VIIC, часів Другої світової війни.
Замовлення на будівництво човна було віддане 10 квітня 1941 року. Човен був закладений на верфі суднобудівної компанії «Blohm & Voss» у Гамбурзі 10 березня 1942 року під заводським номером 158, спущений на воду 21 листопада 1942 року, 14 січня 1943 року увійшов до складу 5-ї флотилії. Також за час служби входив до складу 8-ї флотилії.
Човен зробив 3 бойові походи, в яких потопив 1 військовий корабель, 1 судно та пошкодив 1 судно.
Затоплений екіпажем 3 травня 1945 року у Кілі.. У 1947 році підводний човен піднято та здано на злам.

## Командири
- Оберлейтенант-цур-зее Гергард Грот (14 січня 1943 — 25 квітня 1945)
- Оберлейтенант-цур-зее Фрідріх Штеге (26 квітня 1945 — 3 травня 1945)

## Потоплені та пошкоджені кораблі[3]
| Назва  | Тип             | Належність | Дата           | Тоннаж (БРТ) | Вантаж                                              | Статус     | Місце                                                       |
| Linnea | риболовне судно | Фінляндія  | 24 жовтня 1944 | 40           |                                                     | потоплено  | 59°21′ пн. ш. 23°12′ сх. д. / 59.350° пн. ш. 23.200° сх. д. |
| Pilkkö | риболовне судно | Фінляндія  | 24 жовтня 1944 | 40           |                                                     | пошкоджено | 59°21′ пн. ш. 23°12′ сх. д. / 59.350° пн. ш. 23.200° сх. д. |
| СБ-2   | десантне судно  | СРСР       | 29 жовтня 1944 | 720          | Військова техніка, припаси та артилерійські гармати | потоплено  | 59°27′ пн. ш. 23°12′ зх. д. / 59.450° пн. ш. 23.200° зх. д. |